# Fiat G.50 Freccia
Фиат G.50 Фреччиа (итал. Fiat G.50 Freccia, «Стрела») — одноместный итальянский истребитель Второй мировой войны. Самолёт разработан в конструкторском бюро компании «Фиат» под руководством Джузеппе Габриелли. G.50 — первый итальянский цельнометаллический истребитель-моноплан с закрытой кабиной и убирающимся шасси.

## История
В 30-х годах основным типом истребителя в Королевских ВВС Италии (Regno Aeronautica) являлись бипланы Fiat CR.32. В 1939 году к ним добавился и новый Fiat CR.42 Falco. Но итальянские специалисты понимали, что ближайшее будущее за новыми типами истребителей, которые уже разрабатывались в мире. Наиболее близким примером стал новейший немецкий истребитель Messerschmitt Bf.109 созданный в 1935 году. Это был уже цельнометаллический моноплан, с закрытой кабиной и рядным двигателем. Силуэт самолёта, особенно капот напоминали ракету, что придавало ему великолепную аэродинамику. В 1936 году итальянские авиаконструкторы начали разработку схожего самолёта. Однако, всё упиралось неспособность итальянской авиапромышленности создать рядный двигатель. В итоге новый истребитель, получивший обозначение Fiat G.50 Freccia («Стрела»), оснащался звездообразным двигателем мощностью 840 л. с. Первый опытные образцы самолёта оснащались закрытыми кабинами, однако итальянские пилоты, не доверяя итальянским конструкторам, настояли, чтобы кабина была полуоткрытой.
Серийное производство велось с ноября 1937 по август 1942 года. Всего выпущено 833 экземпляра. В 1942 году заменён в производстве на дальнейший вариант Fiat G.55 Centauro уже с рядными двигателями немецкого производства и итальянского (по немецкой лицензии).

## Боевое применение
Боевая карьера G.50 началась в феврале 1939 года во время Гражданской войны в Испании. Истребители ВВС Италии стали использоваться с июня 1940 года во Франции, в октябре участвовали в «Битве за Британию». С сентября 1940 по март 1943 года активно использовались в Северной Африке. В июле 1943 года участвовали в обороне Сицилии. Как учебные G.50 «Фреччиа» использовались до конца 1946 года.
В иностранной авиации Freccia использовались только в ВВС Финляндии. После начала Зимней войны Италия помогла финнам вооружением, в том числе 35 самолётов G.50 были поставлены в финские ВВС. В итоге они использовались в боевых действиях Финляндии против СССР вплоть до 1943 года, пока их не заменили немецкие истребители.

## Тактико-технические характеристики

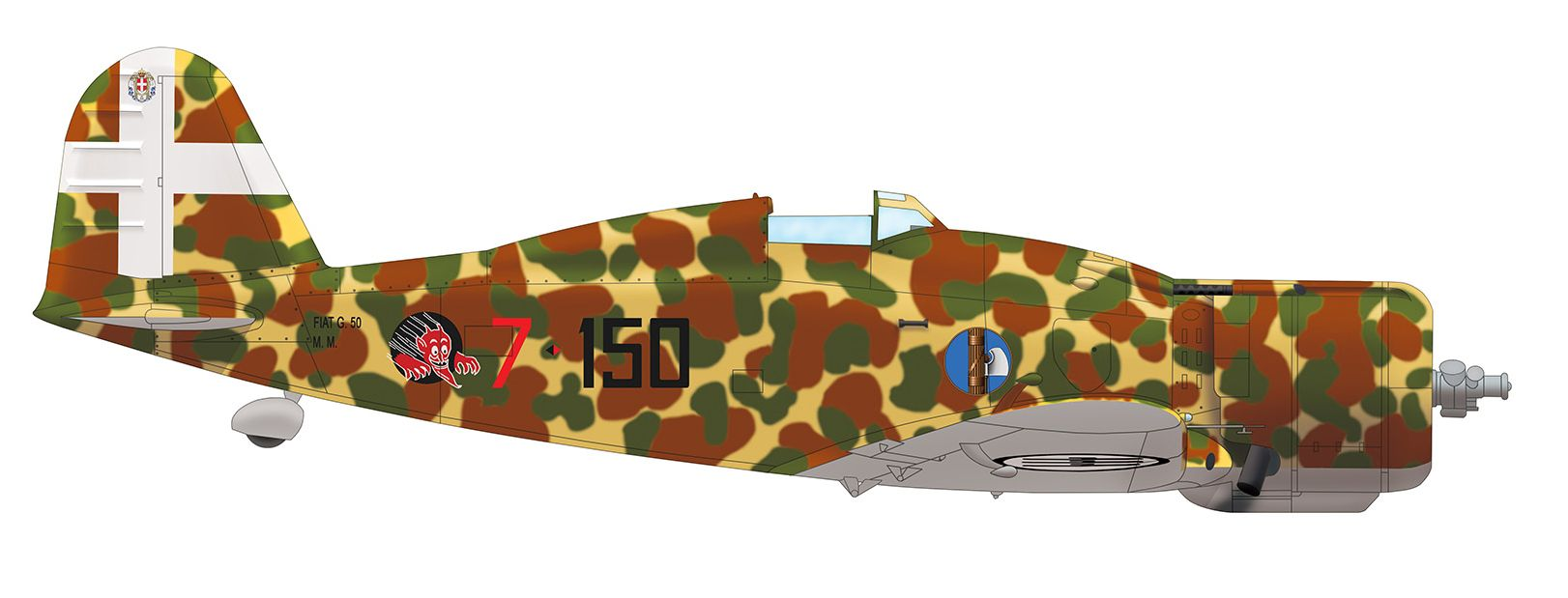
Fiat G.50 Freccia, 150a Squadriglia, 2° Gruppo CT, октябрь 1940

Приведённые ниже характеристики соответствуют модификации G.50:

### Технические характеристики
- Экипаж: 1 человек
- Длина: 7,8 м
- Размах крыла: 11,0 м
- Высота: 3,22 м
- Площадь крыла: 18,27 м²
- Масса пустого: 1963 кг
- Максимальная взлетная масса: 2403 кг
- Объём топливных баков: 311 л
- Двигатели: 1× Fiat A.74 RC.38 воздушного охлаждения 14-цилиндровый
- Мощность: 1× 840 л. с. при 2 400 об. (627 кВт)
- Воздушный винт: трёхлопастной Hamilton-Fiat диаметром 3 м

### Лётные характеристики
- Максимальная скорость:
  - на высоте: 473 км/ч
  - у земли: 400 км/ч
- Крейсерская скорость: 425 км/ч
- Практическая дальность: 670 км
- Практический потолок: 10 750 м
- Скороподъёмность: 13,7 м/с
- Нагрузка на крыло: 126,05 кг/м²
- Тяговооружённость: 230 Вт/кг

### Вооружение
- Пулемётное: 2× 12,7 мм пулемёта Breda-SAFAT по 300 патронов на ствол.[1] (либо по 150 патронов на ствол и две фугасные бомбы весом 50 кг)

## На вооружении
- Италия — поступил на вооружение военно-воздушных сил в январе 1939 года, снят с вооружения ВВС Италии осенью 1943 года.
- Финляндия — после начала советско-финской войны Италия отправила Финляндии 35 истребителей Fiat G.50, но пять машин были разбиты при их перегоне и освоении личным составом[2], самолёты применялись в феврале — марте 1940 года в ходе финской войны, и с июня 1941 года в Великой Отечественной войне и были сняты с вооружения в июне 1944 года.